# En vivo (Ha*Ash)
En vivo è un album live del gruppo musicale statunitense Ha*Ash, pubblicato il 6 dicembre 2019 dalla Sony Music.

## Antefatti e pubblicazione
L'intenzione di pubblicare un documentario dal vivo che raccogliesse l'esperienza del Gira 100 años contigo fu inizialmente annunciato il 6 settembre 2019, nella quale il cantante, Hanna Nicole, affermò che i concerti di Città del Messico (Messico) erano stati filmati per una possibile pubblicazione in DVD. Il titolo, la copertina e la data di pubblicazione vennero rivelate il 26 novembre 2019, con anche l'aggiunta del fatto che sarebbe stato pubblicato anche nei formati CD e DVD.

## Il video
Il concerto (11 novembre 2018), al quale hanno partecipato fra gli altri gli Miguel Bosé, Prince Royce e Melendi, aveva come location l'Auditorio Nacional di Messico. La durata dell'esibizione propria dei Ha*Ash è di circa 90 minuti.

## Tracce
- CD 1

1. Estés en donde estés – 3:15 (Áureo Baqueiro, Salvador Rizo)
2. ¿De dónde sacas eso? – 3:24 (Ashley Grace, Hanna Nicole, José Luis Ortega)
3. Amor a medias – 4:13 (Baqueiro, Salvador Rizo)
4. Ojalá – 3:46 (Ashley Grace, Hanna Nicole,  Paolo Stefanoni, Pablo Preciado)
5. Sé que te vas – 3:59 (Ashley Grace, Hanna Nicole,  Preciado)
6. Todo no fue suficiente – 2:34 (Ashley Grace, Hanna Nicole,  Yoel Henríquez)
7. ¿Qué me faltó? – 3:24 (Ashley Grace, Hanna Nicole,  Ortega)
8. Destino o casualidad (feat. Melendi) – 4:26 (Melendi)
9. Dos copas de más – 3:34 (Ashley Grace, Hanna Nicole,  Preciado)
10. Eso no va a suceder – 4:10 (Ashley Grace, Hanna Nicole,  Edgar Barrera)
11. ¿Qué hago yo? – 3:44 (Soraya)

- CD 2

1. Me entrego a ti – 4:17 (Soraya)
2. No pasa nada – 3:21 (Ashley Grace, Hanna Nicole,  Ortega)
3. Te dejo en libertad – 4:51 (Ashley Grace, Hanna Nicole,  Ortega)
4. Si tú no vuelves (feat. Miguel Bosé) – 5:30 (Miguel Bosé, Lanfranco Ferrario ,  Massimo Grilli)
5. Ex de verdad – 3:51 (Ashley Grace, Hanna Nicole, Beatriz Luengo)
6. Odio amarte – 3:29 (Ashley Grace, Hanna Nicole,  Baqueiro)
7. 100 años (feat. Prince Royce) – 3:14 (Ashley Grace, Hanna Nicole, Geoffrey Rojas, Andy Clay, Erika Ender)
8. Lo aprendí de ti – 3:27 (Ashley Grace, Hanna Nicole,  Ortega)
9. No te quiero nada – 4:48 (Baqueiro)
10. Perdón, perdón – 3:39 (Ashley Grace, Hanna Nicole,  Ortega)
11. 30 de febrero – 5:38 (Ashley Grace, Hanna Nicole, Abraham Mateo,  Santiago Hernández, Rafael Vergara)

- DVD

1. Estés en donde estés [live]
2. ¿De dónde sacas eso? [live]
3. Amor a medias [live]
4. Ojalá [live]
5. Sé que te vas [live]
6. Todo no fue suficiente [live]
7. ¿Qué me faltó? [live]
8. Destino o casualidad [live] (feat. Melendi)
9. Dos copas de más [live]
10. Eso no va a suceder [live]
11. ¿Qué hago yo? [live]
12. Me entrego a ti [live]
13. No pasa nada [live]
14. Te dejo en libertad [live]
15. Si tú no vuelves [live] (feat. Miguel Bosé)
16. Ex de verdad [live]
17. Odio amarte [live]
18. 100 años [live] (feat. Prince Royce)
19. Lo aprendí de ti [live]
20. No te quiero nada [live]
21. Perdón, perdón [live]
22. 30 de febrero [live]

## Classifiche
| Classifica (2019) | Posizione massima |
| ----------------- | ----------------- |
| Messico           | 1                 |